# Theridion evexum
Theridion evexum là một loài nhện trong họ Theridiidae.
Loài này thuộc chi Theridion. Theridion evexum được Eugen von Keyserling miêu tả năm 1884.